# Frankenstein (1910)
Frankenstein is een Amerikaanse horrorfilm uit 1910 onder regie van J. Searle Dawley. Het is de eerste verfilming van Mary Shelleys gelijknamige boek. De productie werd in drie dagen geschoten in de Edison Studios in The Bronx, New York. Hoewel Thomas Edison soms als regisseur wordt genoemd, heeft hij niets met de productie van de film te maken gehad.
De film werd jarenlang verloren geacht, tot in 1963 het script en een aantal stills werden hervonden. In de jaren 70 is de film opnieuw in elkaar gezet. Daardoor kwam de productie weer in een redelijk goed digitaal exemplaar voorhanden.

## Rolverdeling
| Acteur            | Personage           |
| ----------------- | ------------------- |
| Augustus Phillips | Victor Frankenstein |
| Mary Fuller       | Elizabeth           |
| Charles Ogle      | Het monster         |

## Verwijzingen

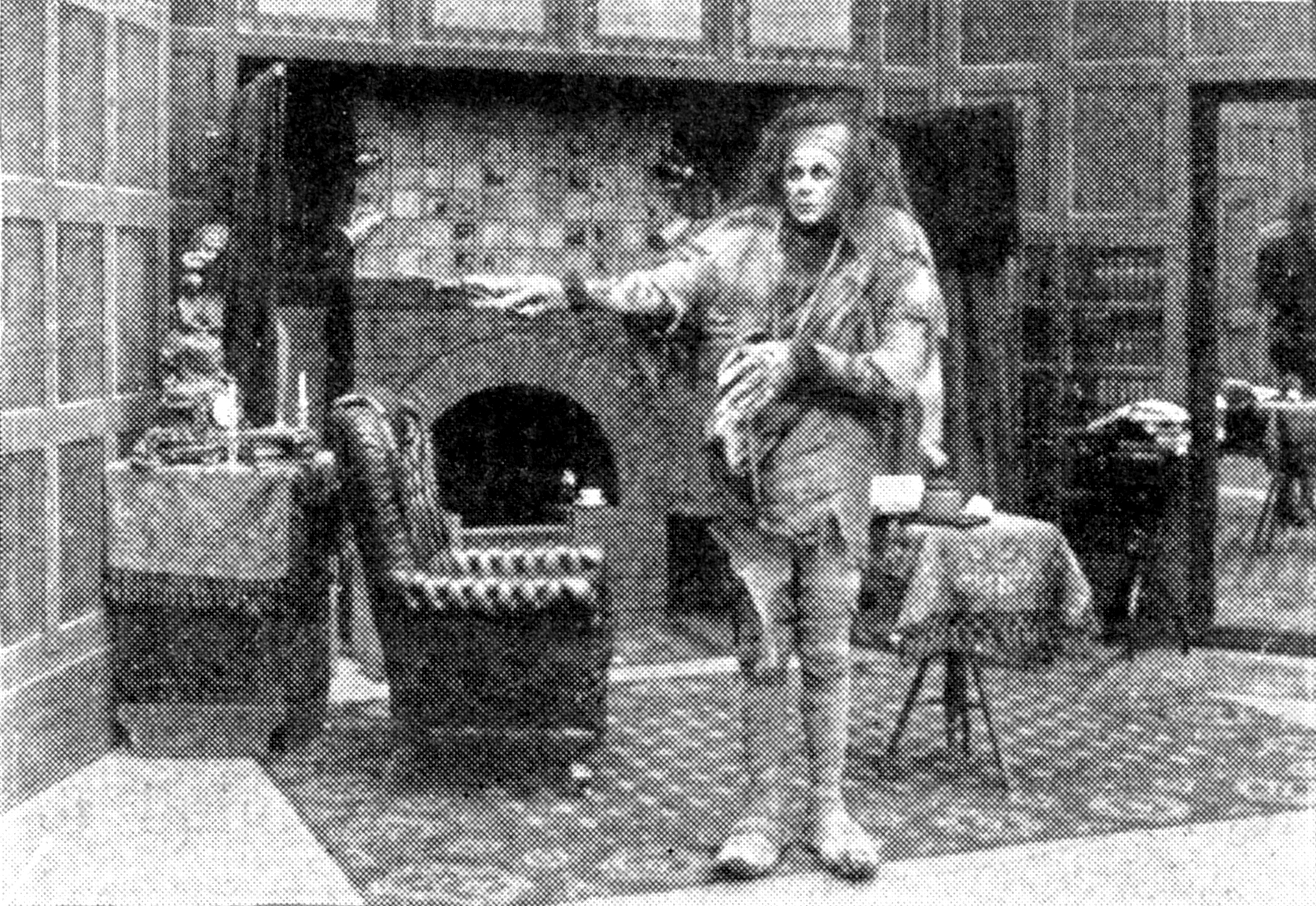

- (en)   Frankenstein in de Internet Movie Database
- Frankenstein (1910) op Internet Archive